# Eredivisie 2008/09 (mannenvoetbal)/Transfers winter
Dit is een lijst van transfers uit de Nederlandse Eredivisie in de maand januari van het jaar 2009, in de winterstop van het seizoen 2008/09. Hierin staan alleen transfers die clubs uit de Eredivisie hebben voltooid.
De transferperiode duurt van 1 januari 2009 tot en met 1 februari. Deals mogen op elk moment van het jaar gesloten worden, maar de transfers zelf mogen pas in de transferperiodes plaatsvinden. Transfervrije spelers (spelers zonder club) mogen op elk moment van het jaar gestrikt worden.
| Speler                | Nationaliteit | Oude club               | Nieuwe club           | Extra                                            |
| --------------------- | ------------- | ----------------------- | --------------------- | ------------------------------------------------ |
| Eric Addo             | Ghana         | PSV                     | Roda JC Kerkrade      | Verhuurd                                         |
| Hugo Bargas           | Argentinië    | BV De Graafschap        | FC Zwolle             | Verhuurd                                         |
| Nourdin Boukhari      | Marokko       | Ittihad FC              | NAC Breda             | Transfervrij                                     |
| Danny Buijs           | Nederland     | Feyenoord               | ADO Den Haag          |                                                  |
| Matías Cahais         | Argentinië    | FC Groningen            | CA Boca Juniors       | Was verhuurd                                     |
| Cássio Ramos          | Brazilië      | PSV                     | Sparta Rotterdam      | Verhuur                                          |
| Laurent Delorge       | België        | AFC Ajax                | Roda JC Kerkrade      | Transfervrij                                     |
| Timothy Derijck       | België        | Feyenoord               | ADO Den Haag          |                                                  |
| Sherif Ekramy         | Egypte        | Ankaragücü              | Feyenoord             | Was verhuurd                                     |
| Viktor Elm            | Zweden        | Kalmar FF               | sc Heerenveen         | Verhuurd                                         |
| Reza Ghoochannejhad   | Iran          | sc Heerenveen           | FC Emmen              | Verhuurd                                         |
| Harrie Gommans        | Nederland     | Roda JC Kerkrade        | KSV Roeselare         | Verhuurd                                         |
| John Goossens         | Nederland     | AFC Ajax                | N.E.C.                |                                                  |
| Christophe Grégoire   | België        | Willem II               | RSC Charleroi         | Verhuurd                                         |
| Donny de Groot        | Nederland     | BV De Graafschap        | Newcastle United Jets | Transfervrij                                     |
| Juha Hakola           | Finland       | FC Flora Tallinn        | Heracles Almelo       | Circa € 50.000, -                                |
| Robin Huisman de Jong | Nederland     | sc Heerenveen           | FC Emmen              | Verhuurd                                         |
| Klaas-Jan Huntelaar   | Nederland     | AFC Ajax                | Real Madrid CF        | Circa € 27.000.000, -                            |
| Stein Huysegems       | België        | FC Twente               | KRC Genk              | Circa € 1.000.000, -                             |
| Patrik Ingelsten      | Zweden        | Kalmar FF               | sc Heerenveen         | Circa € 1.250.000, -                             |
| Paddy John            | Nederland     | FC Twente               | Heracles Almelo       | Transfervrij                                     |
| Ragnar Klavan         | Finland       | Heracles Almelo         | AZ                    | Verhuurd                                         |
| Milano Koenders       | Nederland     | AZ                      | N.E.C.                | Verhuurd                                         |
| Nick Kuipers          | Nederland     | FC Utrecht              | FC Zwolle             | Transfervrij                                     |
| Lee Chun-soo          | Zuid-Korea    | Suwon Samsung Bluewings | Feyenoord             | Was verhuurd                                     |
| Ibrahim Maaroufi      | Marokko       | FC Twente               | Internazionale        | Was verhuurd                                     |
| Mark De Man           | België        | Roda JC Kerkrade        | Germinal Beerschot    | Circa € 300.000, -                               |
| Reimond Manco         | Peru          | PSV                     | Willem II             | Verhuurd                                         |
| Tim Matavž            | Slovenië      | FC Emmen                | FC Groningen          | Was verhuurd                                     |
| Haim Megrelishvili    | Israël        | SBV Vitesse             | Maccabi Tel Aviv FC   | Verhuurd                                         |
| Jef Meinderink        | Nederland     | Heracles Almelo         | Clubloos              | Transfervrij                                     |
| Hurşut Meriç          | Turkije       | ADO Den Haag            | Gençlerbirliği SK     |                                                  |
| Colin van Mourik      | Nederland     | SBV Vitesse             | JVC Cuijk             | Transfervrij                                     |
| Muslu Nalbantoğlu     | Turkije       | Kayserispor             | BV De Graafschap      | Transfervrij                                     |
| Lasse Nilsson         | Zweden        | AS Saint-Étienne        | SBV Vitesse           | Verhuurd                                         |
| Bartłomiej Pacuszka   | Polen         | FC Twente               | Heracles Almelo       | Verhuurd                                         |
| Nicklas Pedersen      | Denemarken    | FC Nordsjælland         | FC Groningen          | Circa € 2.200.000, -                             |
| Stefan Postma         | Nederland     | BV De Graafschap        | Omonia Aradippou      | Transfervrij                                     |
| Berry Powel           | Nederland     | FC Groningen            | ADO Den Haag          |                                                  |
| Jules Reimerink       | Nederland     | FC Twente               | Go Ahead Eagles       | Verhuurd                                         |
| Dennis Rommedahl      | Denemarken    | AFC Ajax                | N.E.C.                | Verhuurd                                         |
| Nikita Rukavytsya     | Australië     | Perth Glory             | FC Twente             | Circa € 600.000, -                               |
| Jan-Paul Saeijs       | Nederland     | Roda JC Kerkrade        | Southampton FC        | Verhuurd                                         |
| Ben Sahar             | Israël        | Chelsea FC              | BV De Graafschap      | Verhuurd                                         |
| Alfred Schreuder      | Nederland     | SBV Vitesse             | Gestopt               |                                                  |
| Levi Schwiebbe        | Nederland     | ADO Den Haag            | HFC Haarlem           | Verhuurd                                         |
| Dalibor Stevanovič    | Slovenië      | Maccabi Petach Tikwa    | SBV Vitesse           | Verhuurd                                         |
| Arnaud Sutchuin-Djoum | Kameroen      | RSC Anderlecht          | Roda JC Kerkrade      | Circa € 15.000, -                                |
| Niklas Tarvajärvi     | Finland       | sc Heerenveen           | Neuchâtel Xamax 1912  | Circa € 500.000, -, was verhuurd aan SBV Vitesse |
| Cees Toet             | Nederland     | Sparta Rotterdam        | RBC Roosendaal        | Verhuurd                                         |
| Ola Toivonen          | Zweden        | Malmö FF                | PSV                   | Circa € 4.000.000, -                             |
| Jahrizino Valentijn   | Nederland     | FC Utrecht              | Haaglandia            | Transfervrij, was verhuurd aan AGOVV             |
| Rogier Veenstra       | Nederland     | NAC Breda               | HFC Haarlem           | Verhuurd, was verhuurd aan SBV Excelsior         |
| Jeffrey Vlug          | Nederland     | Sparta Rotterdam        | RBC Roosendaal        | Verhuurd, was verhuurd aan Go Ahead Eagles       |
| Hans Vonk             | Zuid-Afrika   | AFC Ajax                | sc Heerenveen         | Transfervrij                                     |
| Nuelson Wau           | Nederland     | Clubloos                | Willem II             | Transfervrij                                     |
| Rob Wielaert          | Nederland     | FC Twente               | AFC Ajax              | Circa € 3.000.000, -                             |
| Maciej Wilusz         | Polen         | Sparta Rotterdam        | Clubloos              | Transfervrij                                     |
| Peter Wisgerhof       | Nederland     | N.E.C.                  | FC Twente             | Circa € 1.000.000, -                             |
| Kris De Wree          | België        | Germinal Beerschot      | Roda JC Kerkrade      |                                                  |
| Stijn Wuytens         | België        | PSV                     | BV De Graafschap      | Verhuurd                                         |
| Zhou Haibin           | China         | Shandong Luneng Taishan | PSV                   | Transfervrij                                     |
| Frank van der Zwan    | Nederland     | HFC Haarlem             | FC Utrecht            | Was verhuurd                                     |

2007/08 (zomer · winter) · 
2008/09 (zomer · winter) · 
2009/10 (zomer · winter) · 
2010/11 (zomer · winter) · 
2011/12 (zomer · winter) · 
2012/13 (zomer · winter) · 
2013/14 (zomer · winter) · 
2014/15 (zomer · winter) · 
2015/16 (zomer · winter) · 
2016/17 (zomer · winter) ·
2017/18 (zomer · winter) ·
2018/19 (zomer · winter) ·
2019/20 (zomer · winter) ·
2020/21 (zomer · winter) ·
2021/22 (zomer · winter) ·
2022/23 (zomer · winter) ·
2023/24 (zomer · winter) ·
2024/25 (zomer · winter) ·
2025/26 (zomer)